# Badia Ardenga

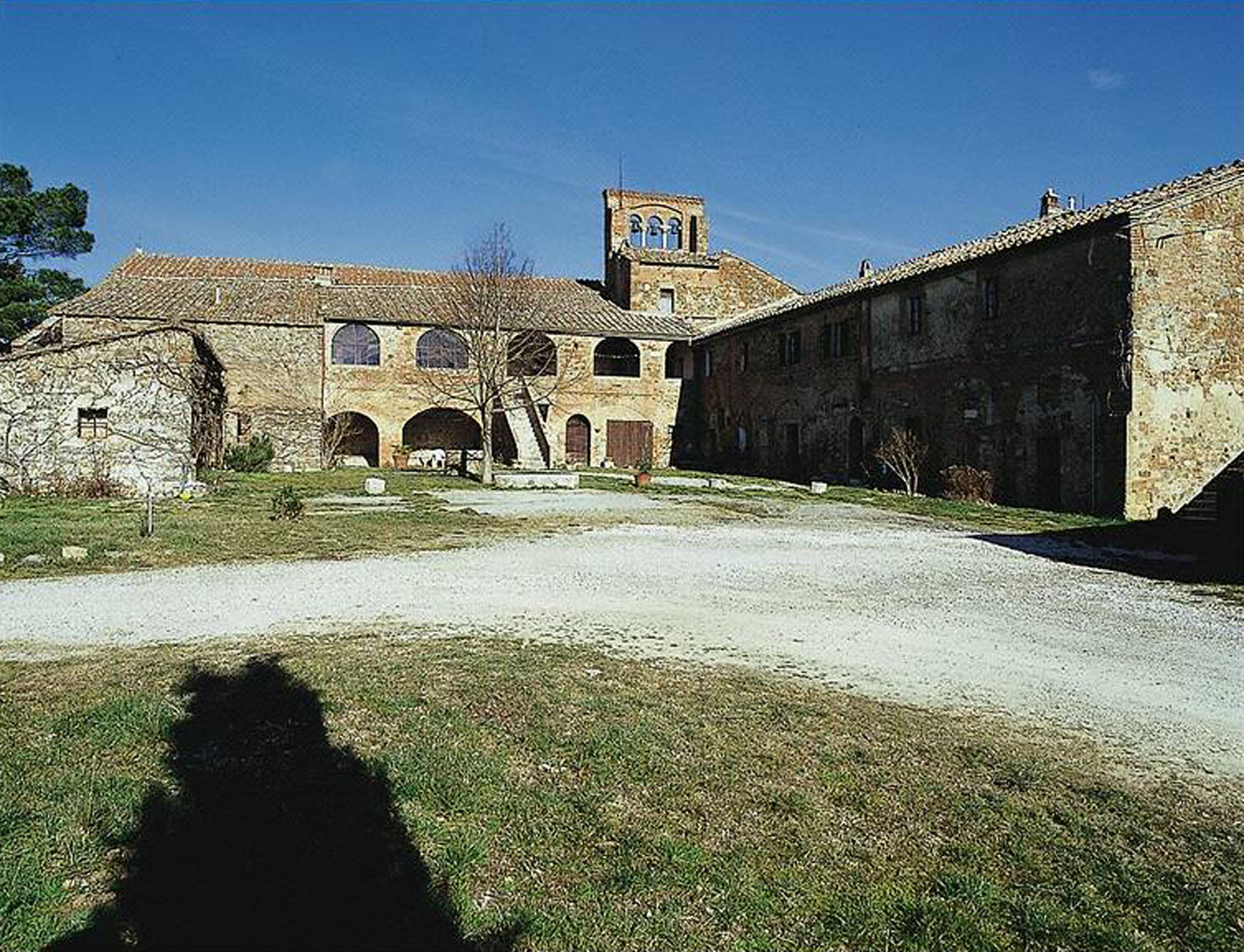
Badia Ardenga, Montalcino

Badia Ardenga ist eine Klosteranlage des 11. Jahrhunderts in Italien. Die ehemalige Abtei liegt inmitten von Weinbergen in der Nähe von Montalcino in der Provinz Siena (Toskana).

## Geschichte der Anlage

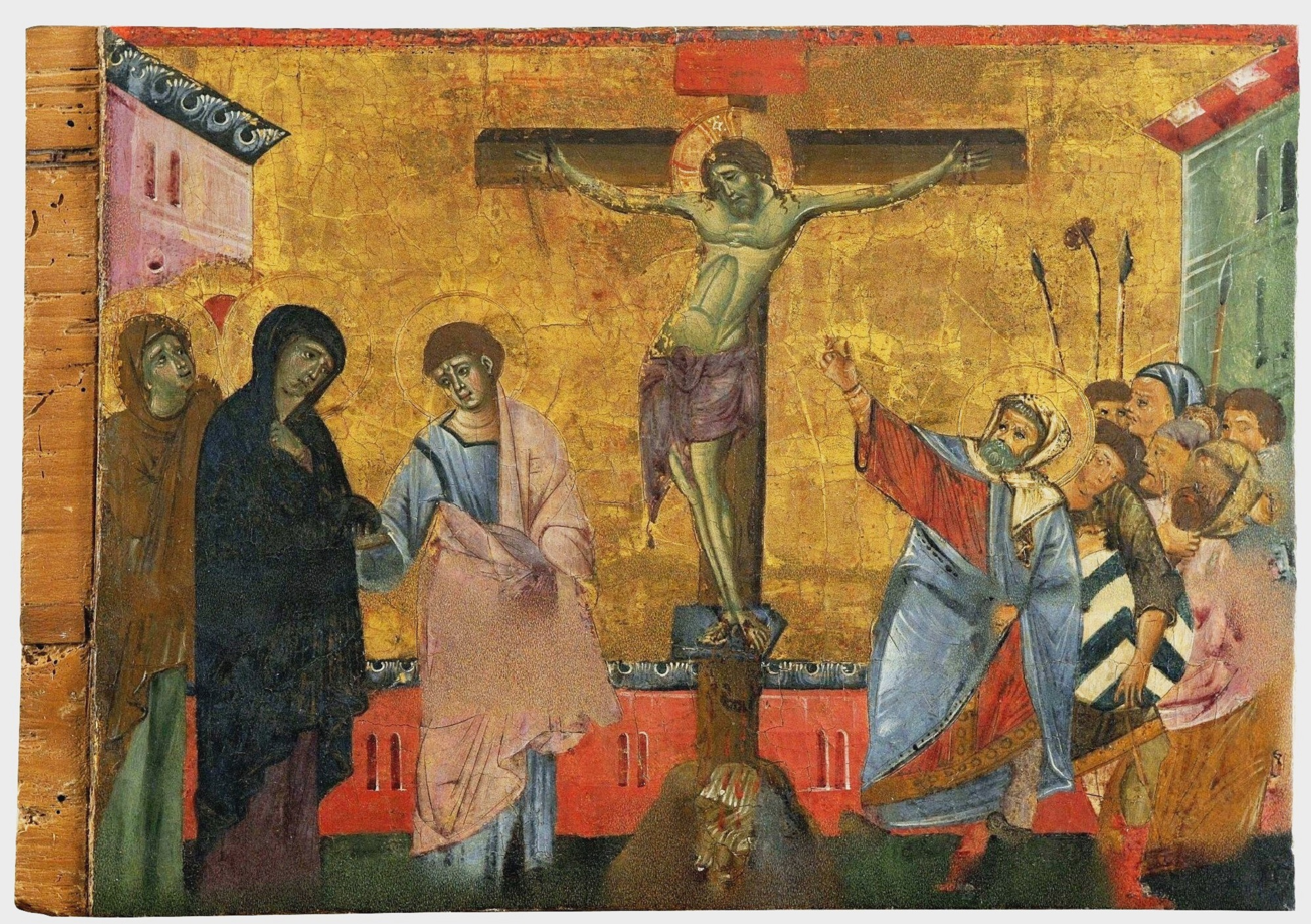
Guido da Siena: Kreuzigung, 13. Jh. Pinacoteca Nazionale, Siena; ursprünglich Badia Ardenga

Das Kloster wurde im 11. Jahrhundert von den Vallombrosanern gegründet. Es wurde von Papst Pius II. (1405–1464) aufgelöst.
Die Kirche Sant’Andrea Apostolo weist Spuren romanischer Bauweise auf. Der Glockenturm (14. Jahrhundert) besteht aus Bögen und Kapitellen. Unter dem Presbyterium befindet sich als ältester Teil eine Krypta des 12. Jahrhunderts, die aus sieben kleinen kirchenschiffartigen Gewölben besteht. Die Klosteranlage wurde ursprünglich mit drei Flügeln errichtet, von denen einer vollständig, die beiden anderen als Ruinen erhalten sind; erkennbar sind Bauweisen auch aus späteren Zeiten. Prägend für den Innenhof ist eine Loggia mit Treppe und Portikus.
Einige Kunstwerke der Sieneser Schule in verschiedenen europäischen Museen werden dieser Anlage zugeordnet, so zum Beispiel in der Pinacoteca Nazionale in Siena die Tafelbilder zu Leben und Passion Christi von Guido da Siena (1275–1280).

## Nutzung
Die Abtei wurde in jüngerer Zeit genutzt für Veranstaltungen und Vermietungen. Der Aufenthalt einer Seminargruppe in der Badia Ardenga bildete den Rahmen für die Handlung eines 2003 erschienenen Kriminalromans Nacht der Stachelschweine. Laura Gottwalds erster Fall von Felicitas Mayall (1947–2016).
Die zur Badia Ardenga gehörenden Weinberge werden von einer gleichnamigen Winzerei in einem Nachbarort bewirtschaftet und erbringen den Brunello di Montalcino.